# 磐城緑蔭中学校・高等学校
磐城緑蔭中学校・高等学校（いわきりょくいんちゅうがっこう・こうとうがっこう）は、福島県いわき市平南白土字勝負田にある私立中学校・高等学校。
旧校名は福島県磐城第二高等学校。2006年をもって生徒募集を停止し、2008年4月より休校していたが、2007年度に新設された磐城緑蔭中学校から第1期生が高校に進学する際、現校名への改称と共学化などの改革が行われ、再び募集を再開した。同校の中高一貫教育には、和田秀樹がその監修に当たっている。

## 概要
- 同じいわき市内にある福島県磐城第一高等学校の姉妹校として1963年に開校した。
- 男子校から男女共学になった。

## 沿革
- 1963年（昭和38年） - 福島県磐城第二高等学校創立。当初は男子校であった。
- 2006年（平成18年） - 本年度からの生徒募集を休止する。
- 2007年（平成19年） - 校内に磐城緑蔭中学校が開校。
- 2008年（平成20年） - 磐城二高としては最後の27人が卒業、休校となる。
- 2010年（平成22年） - 磐城二高を改称・共学化する形で、磐城緑蔭高等学校が再開校する。なお、高校からの生徒募集は行わない予定だったが、これを変更し若干名募集することになった。[1]

## 進路概況
- 磐城二高最後の卒業生１人が山形大学に進学した（最初で最後の国公立大合格者）。
- 中高一貫化後、2013年3月に初の卒業生を出した。2014年度現在の高校３年生は３期生。
- 国語・数学・英語は習熟度別授業を採用しており、αクラス（発展コース）とβ（基礎定着コース）にわかれる。

## 部活動
- テニス部（硬式）
- 陸上部
- 野球部
- サッカー部
- ボクシング部
- バレーボール部
- ダンス部
- 卓球部
- 軽音楽部
- 吹奏楽部
- 美術部
- 科学部

申請をすれば新しい部活動を作ることも出来る。
磐城二高時代はボクシング部やバレーボール部が活発であった。特にボクシング部は全国高校チャンピオンを輩出した実績がある。

## 交通
- 新常磐交通バス「白土入口」バス停下車 徒歩7分
- いわき駅より徒歩35分

## 著名な出身者
- 細野悟（磐城二高時代）

## 系列校
- 福島県磐城第一高等学校